# 巴比·占克斯
羅伯特·史考特·占克斯（英語：Robert Scott Jenks，1981年3月14日—2025年7月4日），是美國職棒大聯盟的投手。占克斯在2006年到2008年間，共有三個球季送出超過30次救援成功。其中，2006年、2007年救援成功次數高達40次以上。

## 投球特徵
他擁有高達102英里的快速球為其最大的武器,還有像刀子般犀利的曲球,因此它的生涯奪三振率非常高。

## 外部連結
- 球員資訊和成績在MLB ，ESPN ，Retrosheet ，Baseball Reference ，Baseball Reference (Minors) ，Fangraphs ，The Baseball Cube （英文）